# Moune Barius
Moune Barius (* 2. Juni 1957 in München) ist eine deutsche Filmeditorin. Sie begann ihre Laufbahn als Schnittassistentin Ende der 1970er Jahre. Sie war am Schnitt von mehr als 50 Filmproduktionen beteiligt. Sie arbeitet häufig mit dem Regisseur Peter Keglevic zusammen. Sie wurde 2008 für ihre Arbeit an den Filmen Die dunkle Seite und Tarragona – Ein Paradies in Flammen für den Deutschen Fernsehpreis nominiert.

## Filmografie
- 1982: Der Westen leuchtet!
- 1983: Martin Luther
- 1984: Der Fall Bachmeier – Keine Zeit für Tränen
- 1985: Wie ein freier Vogel
- 1985: Ein Fenster in Manhattan (TV)
- 1986: Der Sommer des Samurai
- 1988: Yasemin
- 1990: Herzlich willkommen
- 1991: Der Mann nebenan
- 1993: Schöne Feindin (TV)
- 1994: Sunny Side Up
- 1994: Stockholm Marathon
- 1995: Der Mann auf der Bettkante (TV)
- 1995: Die Tote von Amelung (TV)
- 1996: Die Katze von Kensington (TV)
- 1996: Doppelter Einsatz (Fernsehserie, 2 Folgen)
- 1996: Du bist nicht allein – Die Roy Black Story (TV)
- 1996: Der Blinde (TV)
- 1997: Der rote Schakal (TV)
- 1997: Schimanski: Hart am Limit (TV)
- 1997: Schimanski: Blutsbrüder (TV)
- 1997: Geisterstunde – Fahrstuhl ins Jenseits (TV)
- 1998: Vickys Alptraum (TV)
- 1998: Gehetzt – Der Tod im Sucher (TV)
- 1998: 1998: Feuerläufer – Der Fluch des Vulkans (TV)
- 1999: Götterdämmerung – Morgen stirbt Berlin (TV)
- 1999: Biikenbrennen – Der Fluch des Meeres (TV)
- 2000: Du lebst noch 7 Tage
- 2000: Falling Rocks
- 2001: Der Tanz mit dem Teufel (TV)
- 2002: Vienna
- 2002: Das Jesus Video
- 2003: Betty – Schön wie der Tod (TV)
- 2003: Zwei Tage Hoffnung (TV)
- 2003: Mein Mann, mein Leben und du (TV)
- 2004: Pura Vida Ibiza
- 2004: Tausendmal berührt (TV)
- 2005: Die Spielerin (TV)
- 2005–2012: Das Duo (TV-Serie)
  - 2005: Blutiges Geld
  - 2005: Herzflimmern
  - 2012:  Der tote Mann und das Meer
- 2005: Arme Millionäre (Fernsehserie, 4 Folge)
- 2006: Hui Buh – Das Schlossgespenst
- 2006: Kommissar Stolberg (Fernsehserie, 2 Folge)
- 2007: Tarragona – Ein Paradies in Flammen (TV)
- 2007: Die Blüten der Sehnsucht (TV)
- 2008: Die dunkle Seite (TV)
- 2008: Das Geheimnis im Wald (TV)
- 2009: Mord ist mein Geschäft, Liebling
- 2009: Hinter Kaifeck
- 2009: Die Seele eines Mörders (TV)
- 2010: Ken Folletts Eisfieber (TV)
- 2010: Kongo (TV)
- 2011: Der Chinese (TV)
- 2012: Das Wunder von Merching (TV)
- 2012: Die Jagd nach dem Bernsteinzimmer (TV)
- 2012: Die kleine Lady (TV)
- 2013: Helden – Wenn dein Land dich braucht (TV)
- 2014: Die Fremde und das Dorf (TV)
- 2014: Das Lächeln der Frauen
- seit 2015: Frühling
  - 2015: Endlich Frühling
  - 2015: Frühling zu zweit
  - 2018: Wenn Kraniche fliegen
  - 2018: Am Ende des Sommers
  - 2019: Familie auf Probe
  - 2019: Lieb mich, wenn du kannst
  - 2019: Das verlorene Mädchen
  - 2019: Sand unter den Füßen
  - 2019: Weihnachtswunder
  - 2020: Genieße jeden Augenblick
  - 2020: Spuren der Vergangenheit
  - 2020: Liebe hinter geschlossenen Vorhängen
  - 2020: Keine Angst vorm Leben
  - 2022: An einem Tag im April
  - 2023: Kleiner Engel, kleiner Teufel
  - 2023: Das Geheimnis vom Rabenkopf
  - 2024: Ein Zebra im Gepäck
  - 2024: Die verschwundenen Eltern
- 2016: Ein Geheimnis im Dorf – Schwester und Bruder (TV)
- 2016: Jack the Ripper – Eine Frau jagt einen Mörder (TV)
- 2017: Treibjagd im Dorf (TV)
- 2019: Servus, Schwiegersohn! (TV)
- 2020: Das Tal der Mörder (TV)
- 2022: Hui Buh und das Hexenschloss
- 2023: Am Ende wird alles sichtbar
- 2023: Mit Harpunen schießt man nicht